# William Hurlbut
William Hurlbut est un auteur de théâtre et un scénariste américain né le 13 juillet 1883 à Belvidere, Illinois (États-Unis), décédé le 4 mai 1957 à Hollywood (États-Unis).

## Filmographie
- 1930 : La Voluntad del muerto de Enrique Tovar Ávalos et George Melford
- 1930 : The Cat Creeps de Rupert Julian et John Willard
- 1931 : Good Sport
- 1933 : Secret of the Blue Room (en)
- 1933 : Une nuit seulement (Only Yesterday) de John M. Stahl
- 1934 : Madame Spy
- 1934 : One More River de James Whale
- 1934 : One Exciting Adventure
- 1934 : There's Always Tomorrow
- 1934 : Images de la vie (Imitation of Life) de John M. Stahl
- 1935 : La Fiancée de Frankenstein (Bride of Frankenstein) de James Whale
- 1935 : Aux frais de la princesse (The Daring Young Man) de William A. Seiter
- 1935 : Orchids to You
- 1935 : À travers l'orage (Way Down East) de Henry King
- 1936 : Rainbow on the River
- 1941 : La Famille Stoddard (Adam Had Four Sons) de Gregory Ratoff